# مینور واتسون
مینور واتسون (انگلیسی: Minor Watson؛ ۲۲ دسامبر ۱۸۸۹ – ۲۸ ژوئیهٔ ۱۹۶۵) هنرپیشه اهل ایالات متحده آمریکا بود.

## گزیده فیلمشناسی
از فیلم‌ها یا برنامه‌های تلویزیونی که وی در آن نقش داشته‌است می‌توان به آثار زیر اشاره کرد.
- ۲۴ ساعت (فیلم ۱۹۳۱) (۱۹۳۱)
- بن‌بست (فیلم ۱۹۳۷) (۱۹۳۷)
- شهرک پسرها (فیلم) (۱۹۳۸)
- ماجراهای هاکلبری فین (فیلم ۱۹۳۹) (۱۹۳۹)
- آبه لینکلن در ایلینوی (۱۹۴۰)
- مردم جوان (فیلم ۱۹۴۰) (۱۹۴۰)
- وسترن یونیون (فیلم) (۱۹۴۱)
- ماه بر فراز میامی (فیلم) (۱۹۴۱)
- زن سال (۱۹۴۲)
- ردیف پادشاهان (۱۹۴۲)
- احمق آمریکایی خوش‌تیپ (۱۹۴۲)
- مأموریت به مسکو (۱۹۴۳)
- پرنسس اوروک (۱۹۴۳)
- بجنبید سربازها! (۱۹۴۳)
- سرزمین شادی (۱۹۴۳)
- داستان دکتر واسل (۱۹۴۴)
- امواج (فیلم) (۱۹۴۴)
- افسونگر (فیلم ۱۹۴۵) (۱۹۴۵)
- خط ساراتوگا (۱۹۴۵)
- لاغرخان میره خونه (۱۹۴۵)
- شجاعت لسی (۱۹۴۶)
- آقای ۸۸۰ (۱۹۵۰)
- پیروزی درخشان (۱۹۵۱)
- به همان جوانی که حس می‌کنی (۱۹۵۱)
- پسرم جان (۱۹۵۲)
- ستاره (فیلم ۱۹۵۲) (۱۹۵۲)
- بندباز (فیلم ۱۹۵۶) (۱۹۵۶)
- دختر سفیر (فیلم ۱۹۵۶) (۱۹۵۶)